# Eskilsäters socken
Eskilsäters socken i Värmland ingick i Näs härad, ingår sedan 1971 i Säffle kommun och motsvarar från 2016 Eskilsäters distrikt.
Socknens areal är 63,8 kvadratkilometer varav 63,77 land. År 2000 fanns här 249 invånare. Sockenkyrkan Eskilsäters kyrka ligger i socknen.   

## Administrativ historik
Socknen har medeltida ursprung.
Vid kommunreformen 1862 övergick socknens ansvar för de kyrkliga frågorna till Eskilsäters församling och för de borgerliga frågorna bildades Eskilsäters landskommun.  Landskommunen uppgick 1952 i Värmlandsnäs landskommun som 1971 uppgick i Säffle kommun. Församlingen uppgick 2010 i Södra Värmlandsnäs församling.
1 januari 2016 inrättades distriktet Eskilsäter, med samma omfattning som församlingen hade 1999/2000.  
Socknen har tillhört län, fögderier, tingslag och domsagor enligt vad som beskrivs i artikeln Näs härad. De indelta soldaterna tillhörde Värmlands regemente, Näs kompani.

## Geografi
Eskilsäters socken ligger på sydspetsen av Värmlandsnäs med Vänern i söder, väster och öster och omfattar även Lurö skärgård med ön Lurö. Socknen är ett flackt landskap med odlingsbygd och skogsbygd.
Lurö skärgårds naturreservat och Rosenborgs gård ligger i socknen.

## Fornlämningar
Från stenåldern finns hällkistor. Från bronsåldern finns spridda gravrösen och två hällristningar. Från järnåldern finns tre gravfält och en fornborg på Lurön. På Lurön finns även en ruinkulle efter Lurö kloster.

## Namnet
Namnet skrevs på 1330-talet Eskisætær och kommer från en by, nuvarande Byn och Prästgården. Efterleden är säter, 'utmarksäng'. Förleden innehåller äske, 'bestånd av ask'.

## Befolkningsutveckling
| Befolkningsutvecklingen i Eskilsäters socken 1750–1990                                                   | Befolkningsutvecklingen i Eskilsäters socken 1750–1990 | Befolkningsutvecklingen i Eskilsäters socken 1750–1990 | Befolkningsutvecklingen i Eskilsäters socken 1750–1990 | Befolkningsutvecklingen i Eskilsäters socken 1750–1990 |
| --- | ------------------------------------------------------ | ------------------------------------------------------ | ------------------------------------------------------ | ------------------------------------------------------ |
| |                                                        |                                                        |                                                        |                                                        |
| År |                                                        |                                                        | Folkmängd                                              |                                                        |
| 1750 | 1750                                                   |                                                        | 520                                                    |                                                        |
| 1760 | 1760                                                   |                                                        | 685                                                    |                                                        |
| 1769 | 1769                                                   |                                                        | 631                                                    |                                                        |
| 1780 | 1780                                                   |                                                        | 557                                                    |                                                        |
| 1790 | 1790                                                   |                                                        | 546                                                    |                                                        |
| 1800 | 1800                                                   |                                                        | 659                                                    |                                                        |
| 1810 | 1810                                                   |                                                        | 652                                                    |                                                        |
| 1820 | 1820                                                   |                                                        | 758                                                    |                                                        |
| 1830 | 1830                                                   |                                                        | 877                                                    |                                                        |
| 1840 | 1840                                                   |                                                        | 928                                                    |                                                        |
| 1850 | 1850                                                   |                                                        | 1 115                                                  |                                                        |
| 1860 | 1860                                                   |                                                        | 1 237                                                  |                                                        |
| 1870 | 1870                                                   |                                                        | 1 223                                                  |                                                        |
| 1880 | 1880                                                   |                                                        | 1 088                                                  |                                                        |
| 1890 | 1890                                                   |                                                        | 954                                                    |                                                        |
| 1900 | 1900                                                   |                                                        | 840                                                    |                                                        |
| 1910 | 1910                                                   |                                                        | 848                                                    |                                                        |
| 1920 | 1920                                                   |                                                        | 795                                                    |                                                        |
| 1930 | 1930                                                   |                                                        | 753                                                    |                                                        |
| 1940 | 1940                                                   |                                                        | 666                                                    |                                                        |
| 1950 | 1950                                                   |                                                        | 598                                                    |                                                        |
| 1960 | 1960                                                   |                                                        | 491                                                    |                                                        |
| 1970 | 1970                                                   |                                                        | 348                                                    |                                                        |
| 1980 | 1980                                                   |                                                        | 280                                                    |                                                        |
| 1990 | 1990                                                   |                                                        | 283                                                    |                                                        |
| Anm: Källor: Umeå universitet - Tabellverket 1749-1859, Demografiska databasen, CEDAR, Umeå universitet. |                                                        |                                                        |                                                        |                                                        |